# Estação Los Cóndores
A Estação Los Cóndores é uma das estações do Biotrén, situada em Talcahuano, entre a Estação Hospital Las Higueras e a Estação Universidad Técnica Federico Santa María. Administrada pela Ferrocarriles del Sur (FESUR), faz parte da Linha 1.
Foi inaugurada em 1º de dezembro de 1999. Localiza-se no cruzamento da Avenida Colón com a Rua Las Amapolas. Atende os seguintes setores: Denavi-Sur, Los Cóndores e Perales.